# Copidita quadrimaculata
Copidita quadrimaculata là một loài bọ cánh cứng trong họ Oedemeridae. Loài này được Motschulsky miêu tả khoa học năm 1853.